# Turn Of The Cards & Scheherazade And Other Stories - Live In Concert
Turn Of The Cards & Scheherazade And Other Stories - Live In Concert es un álbum en vivo de la banda de rock progresivo británica Renaissance, editado en el 2011 y publicado tanto en CD como en DVD.
Este trabajo fue grabado y filmado el 23 de septiembre del 2011, en el Keswick Theatre de Glenside, Pensilvania en Estados Unidos.
Esta presentación en vivo formó parte del tour que la banda hizo en aquel año. En el directo se interpretaron de manera íntegra dos de los discos más aclamados del grupo: Turn Of The Cards de 1974 así como Scheherazade And Other Stories de 1975. 
De los músicos participantes, solamente la vocalista Annie Haslam y el guitarrista Michael Dunford fueron parte de la formación clásica del grupo en los setenta.

## Lista de canciones
Disco 1 - Act 1: Turn Of The Cards
1. "Running Hard" (9:47) 
2. "I Think Of You" (3:14) 
3. "Things I Don't Understand" (10:01) 
4. "Black Flame" (6:57) 
5. "Cold Is Being" (3:52) 
6. "Mother Russia" (10:30) 
Disco 2 - Act 2: Scheherazade And Other Stories
1. "Trip To The Fair" (11:25) 
2. "Vultures Fly High" (3:31)
3. "Ocean Gypsy" (7:31)
4. "Song Of Scheherazade" (24:35)
5. "The Mystic And The Muse" (8:35)
DVD
1. "Running Hard"
2. "I Think Of You"
3. "Things I Don't Understand"
4. "Black Flame"
5. "Cold Is Being"
6. "Mother Russia"
7. "Trip To The Fair"
8. "Vultures Fly High"
9. "Ocean Gypsy"
10. "Song Of Scheherazade"
11. "The Mystic And The Muse"
12. Entrevista con Annie Haslam y Michael Dunford

## Integrantes
- Annie Haslam - voz principal
- Michael Dunford - guitarra acústica, coros
- Rave Cesar - teclados
- David J. Keyes - bajo, coros
- Jason Hart - teclados, coros
- Frank Pagano - batería, percusiones, coros

Letras:
- Betty Thatcher salvo "The Mystic And The Muse"